# أندرو جاكسون كيرك
أندرو جاكسون كيرك (بالإنجليزية: Andrew Jackson Kirk)‏ هو قاضي ومحامي وسياسي أمريكي، ولد في 19 مارس 1866، وتوفي في 25 مايو 1933 في بينتسفيل في الولايات المتحدة. حزبياً، نشط في الحزب الجمهوري. وقد انتخب عضو مجلس النواب الأمريكي.